# Peraustrinia 2004
Peraustrinia 2004 es una película de animación producida por Fermín Marimón P.C. entre 1986 y 1990. Fue estrenada en cines de España en abril de 1990. Es el primer largometraje de dibujos animados en versión original en catalán.

## Sinopsis
El que había sido poderosísimo Imperio del Azar, formado por unas criaturas en perpetua mutación, los azarosos, que provocan deliberadamente el caos en la sociedad de los humanos, vive en el año 2004 una etapa de profunda decadencia a causa de un joven científico, Tristán de Peraustrinia, que parece controlarlo todo.
Peraustrinia es la ciudad de la ciencia, en la que los noticiarios predicen el futuro. Lo único que escapa al control de Tristán es el amor, lo que le impide dominar la voluntad de la bella princesa Priscila, que le odia.
El Gran Ton, emperador de los azarosos, quiere llegar a un acuerdo con Tristán: si les ayuda, los azarosos conseguirán que la princesa se enamore de él.

## Rodaje de imagen real
- Josep Linuesa (Tristán)
- Blanca Pàmpols (Priscila)
- Ferran Casanoves (Gran Ton)
- Manel Villanova (Rey Atanasio)
- Antoni Alemany (Lumumba)
- Raul Macarini (Flippity)
- Manel Villanova sr (Boris)

## Premios y Festivales
Obtiene en 1990 la calificación de Especial Calidad del Ministerio de Cultura y el Premio Sant Jordi de Cine de RNE.
El Centre d’Art Torre Muntadas del Prat de Llobregat dedica una exposición a este film, editando un catálogo, y a la obra cinematográfica de su productor Fermín Marimón los meses de septiembre y octubre del 2008.
El Festival de Cine Animado Animabasauri de Bilbao proyecta Peraustrinia 2004 en su edición del 2009 en el homenaje que dedica a Fermín Marimón.